# Katt Williams
Katt Williams, pseudoniem van Micah Sierra Williams (Cincinnati, 2 september 1971), is een Amerikaans komiek en rapper.

## Biografie

### Leven
Williams groeide op in Dayton, Ohio. Zijn vader was oud-lid van de Black Panther Party. Katt vertelde zijn ouders dat hij in de voetsporen van zijn idolen zoals Bill Cosby, Darnell Allen en Richard Pryor wilde treden door komiek te worden. Hij ging weg van huis toen hij dertien jaar was en verhuisde naar Florida. Daar werd hij marktkoopman. Ook deed hij veel stand-upoptredens.

### Carrière
Williams' grote doorbraak kwam in 1999 toen hij de Cedric The Entertainer’s Anheuser-Busch "Best Los Angeles Comics" Award won. Door deze prijs kreeg hij de rol van 'Money Mike' in Friday After Next.
In oktober 2002 deed hij mee aan een auditie van 20th Century Fox voor NYPD Blue en kreeg de rol. In april 2003 deed hij mee aan Tracy Morgan. In januari 2025 vertolkte hij een rol in de bioscoopfilm One of Them Days.